# Popovići Žumberački
Popovići Žumberački – wieś w Chorwacji, w żupanii karlowackiej, w mieście Ozalj. W 2011 roku pozostawała niezamieszkana.